# María del Carmen Calero Palacios
María del Carmen Calero Palacios (Fuente Vaqueros, Granada, ¿?) es una profesora española, catedrática de Ciencias y Técnicas Historiográficas en la Facultad de Filosofía y Letras de la Universidad de Granada. Su labor investigadora abarca diferentes campos, siendo los más destacados los relativos a la enseñanza y educación, el estudio documental y el análisis y edición de fuentes documentales para la historia de las mujeres.

## Biografía

### Primeros años
Natural de la localidad granadina de Fuente Vaqueros, realizó sus estudios primarios en las Escuelas Nacionales de su localidad natal. Su familia siempre la motivó a continuar con sus estudios, cursando Bachillerato en el Colegio de La Purísima en Santa Fe. Posteriormente, estudió Magisterio en la Escuela Normal de Granada, obteniendo el título de profesora de Educación General Básica el 30 de junio de 1959. En febrero de 1972, obtuvo la licenciatura en Filosofía y Letras (sección Historias) por la Universidad de Granada, defendiendo en diciembre del mismo año la memoria de licenciatura titulada Aportación documental en torno al naufragio de la Armada Española en la Herradura (Almuñécar), bajo la dirección de Josefina Mateu Ibars.

### Trayectoria profesional
En junio de 1978, leyó su tesis doctoral, dirigida por Josefina Mateu Ibars, titulada La Enseñanza y Educación en Granada bajo los Reyes Austrias. Fuentes para su estudio.
Integrante, desde 1972 hasta 2010, del departamento de Historia Medieval y Ciencias y Técnicas Historiográficas de la Facultad de Filosofía y Letras de la Universidad de Granada, desempeñó la Secretaría y la Dirección del mismo desde 1989 a 1995 y de 1995 a 2009, respectivamente. Ha sido profesora titular de este departamento de distintas asignaturas, entre otras Paleografía, Diplomática, Epigrafía, Codicología, Genealogía y Heráldica, Sigilografía, etc. Asimismo, ha impartido diferentes cursos en colaboración con otras universidades como la Universidad Internacional de Andalucía (UNIA), en su sede Antonio Machado de Baeza o en la Universidad Nacional de Educación a Distancia (UNED). Ha participado como docente en diversos programas de doctorado como Ciencias y Técnicas de Investigación para la cultura escrita y el de Estudios de las Mujeres y de Género de la Universidad de Granada. Ha sido miembro de distintas sociedades, centros de estudios y asociaciones científicas como la Sociedad Española de Ciencias y Técnicas Historiográficas, a cuya Junta Directiva perteneció de 2002 a 2006, al Centro de Estudios Históricos de Granada y su Reino o a la Association Soutien au Centre Européen de Recherches. Fue directora de la Serie Histórica-Diplomata de los Monumenta Regni Granatensis y de la revista Cuadernos de Estudios Medievales y Ciencias y Técnicas Historiográficas (1992-1999).

### Estudios de las mujeres y de género
Por propia convicción, asegura que las personas investigadoras en Historia deben ocuparse de su propio entorno, y es por eso por lo que se centra en los estudios de investigación de historia en la provincia de Granada y en las fuentes para el estudio de la historia de las mujeres. Es miembro activa del Instituto de Estudios de la Mujer (actualmente Instituto Universitario de Investigación de Estudios de las Mujeres y de Género) de la Universidad de Granada, siendo, en su momento, la primera catedrática de universidad en incorporarse al mismo. Investigadora del Grupo de Investigación Estudios de las Mujeres. Pertenece, desde su incorporación en 1995, al Consejo Editorial de la Colección Feminae (Editorial de la Universidad de Granada).

## Publicaciones
Entre sus publicaciones:
- "La Enseñanza y Educación en Granada bajo los Reyes Austrias". Granada, Imprenta Solinieve, 1978.
- "Naufragio de la Armada Española en la Herradura (Almuñecar). Aportación Documental". Granada, Diputación Provincial, 2012. ( Tercera Edición corregida y aumentada).
- "La Universidad de Granada. Los documentos fundacionales". Granada, Universidad, 1995.
- "El libro del Repartimiento de Almuñécar. Edición y estudio". Granada, Universidad, 2009.
- “Un espacio de educación de las mujeres a finales del siglo XVI: El colegio de las doncellas de la Inmaculada Concepción de la Madre de Dios",en Las mujeres y la ciudad de Granada en el S. XVI, 2000-, pp. 103-133.
- "La Enseñanza en Granada. Tradición e innovación",en Clasicismo y Humanismo en el Renacimiento granadino, Granada, 1996.
- “Acercamiento a un estudio sociocultural y de género de las moriscas granadinas a través de la documentación notarial”, en Simposium Historia y Género: Imágenes y vivencias de mujeres en España y América (SS. XVI-XVIII), Málaga, Universidad, 2007, pp.101-125.
- “Isabel de Torres Ramírez: Su investigación y magisterio”, en Homenaje a la profesora Isabel de Torres Ramírez, Granada: Universidad, 2009, pp. 65-81.
- "La Enseñanza en Andalucía (siglos XVI y XVII). Estado de la cuestión y perspectivas de investigación", en Revista del Centro de Estudios Históricos de Granada y su Reino, Segunda Época, 5 (1992), pp. 89-110.
- "El papel de las mujeres moriscas en la sociedad granadina del siglo XVI. Algunas reflexiones", en Homenaje a la profesora Isabel de Torres Ramírez. Granada, Universidad, pp.37-58 (en colaboración con F.J. Crespo Muñoz).